# Syscenus atlanticus
Syscenus atlanticus är en kräftdjursart som beskrevs av Vladimir S. Kononenko 1988. Syscenus atlanticus ingår i släktet Syscenus och familjen Aegidae. Inga underarter finns listade i Catalogue of Life.